# Flying Bulls Aerobatics Team
Pour les articles homonymes, voir Flying Bulls et Patrouille acrobatique.
Les Flying Bulls Aerobatics Team (patrouille acrobatique Flying Bulls, en anglais) est une patrouille acrobatique civile de spectacle de voltige aérienne tchèque, sponsorisée par la marque autrichienne Red Bull depuis 2001,,,,.

## Historique
La patrouille est créée en 1960 à l'aérodrome de Chrudim (à 100 km de Prague) en Tchécoslovaquie, sous le nom de Box Trener,, composée de 4 avions d'acrobatie Zlín Z 526 (en), avec pour actuel siège l'aérodrome de Jaroměř en Bohême. 
Elle est sponsorisée par Red Bull depuis 2001, sous le nom The Flying Bulls Aerobatics Team, utilisée avec les Flying Bulls de Salzbourg en Autriche, pour assurer de nombreux meetings aériens (pour la promotion et pour l'image de la marque, en rapport avec le slogan publicitaire « Red Bull te donne des ailes »). 

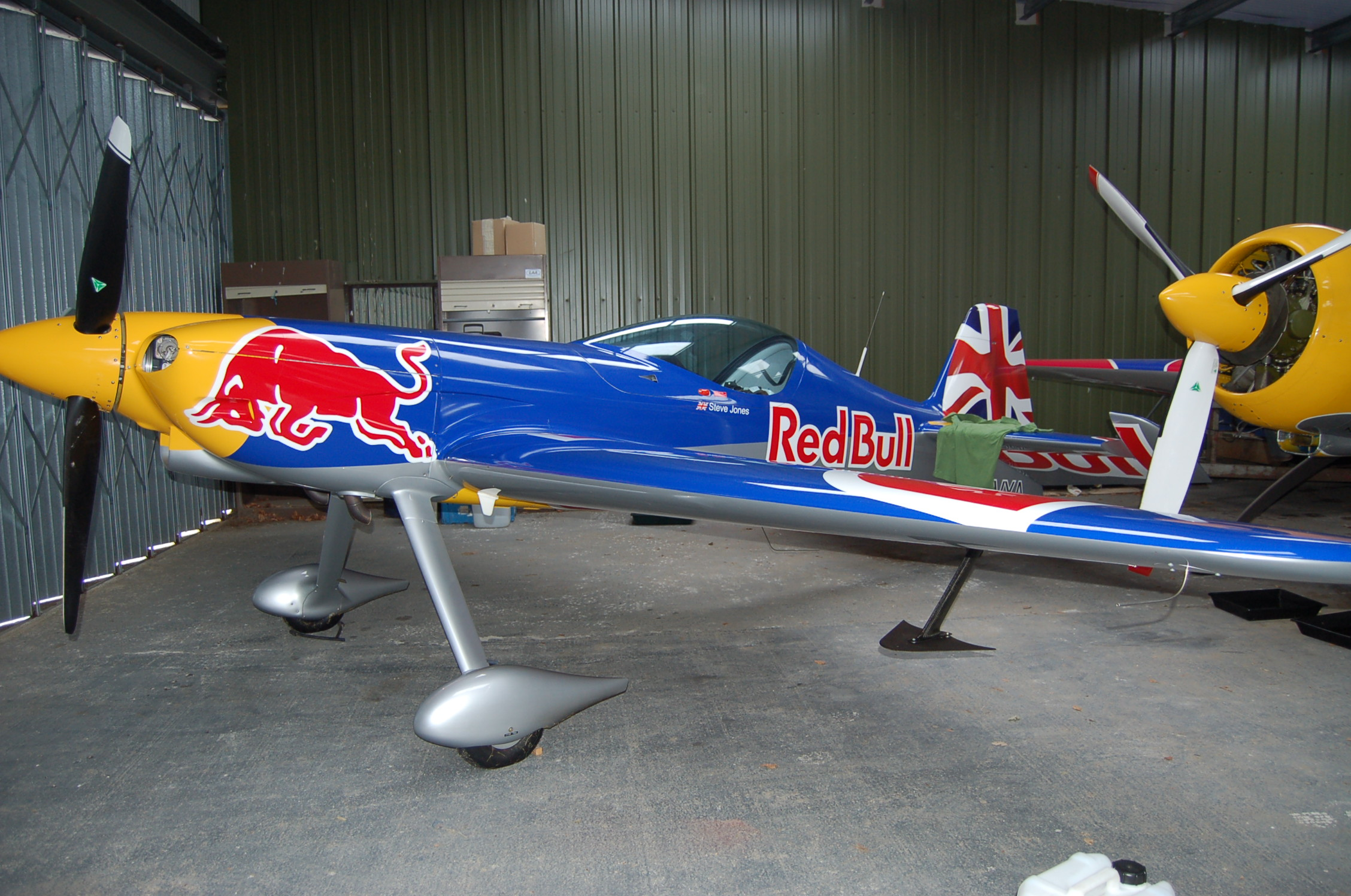
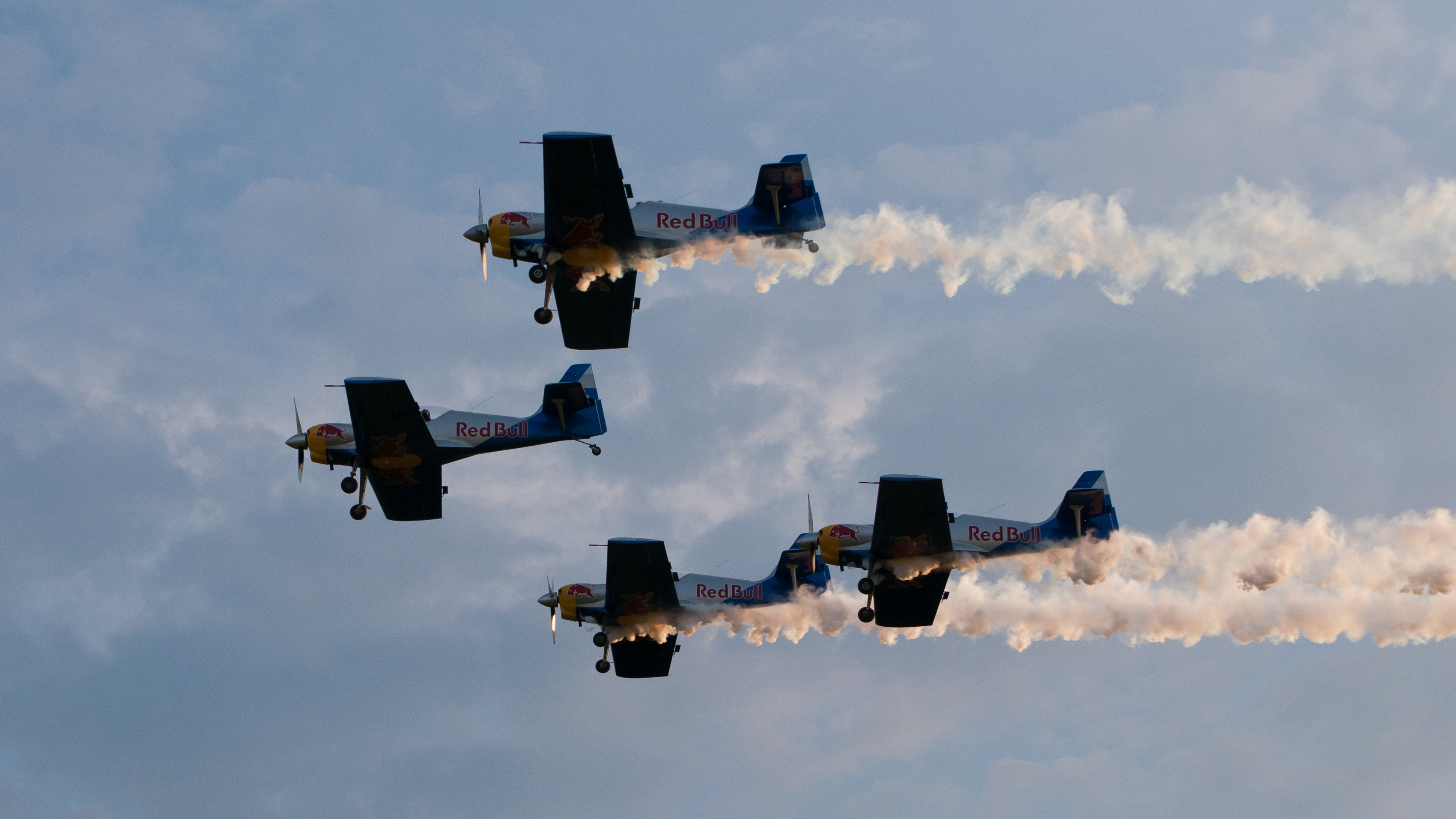
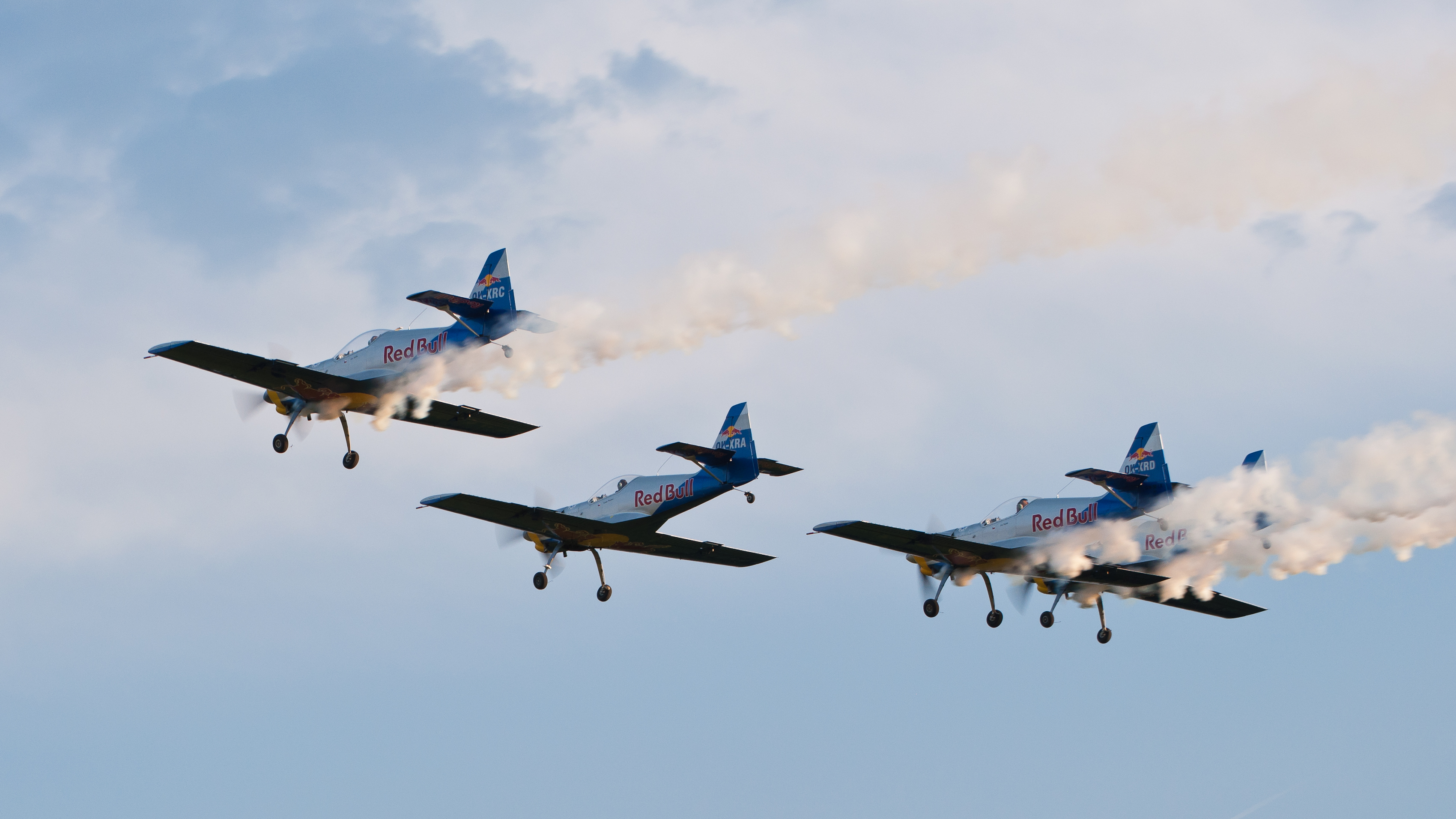
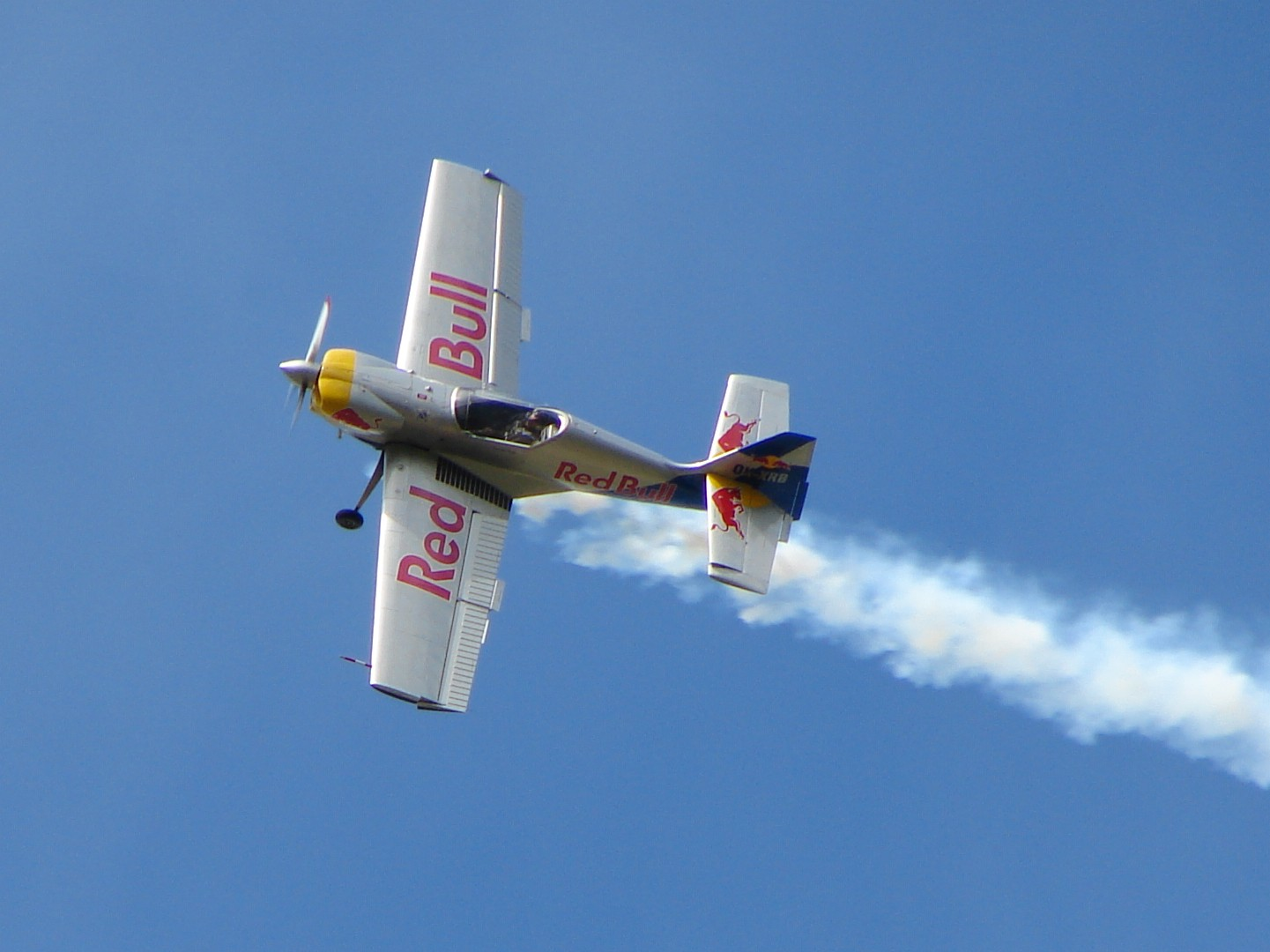
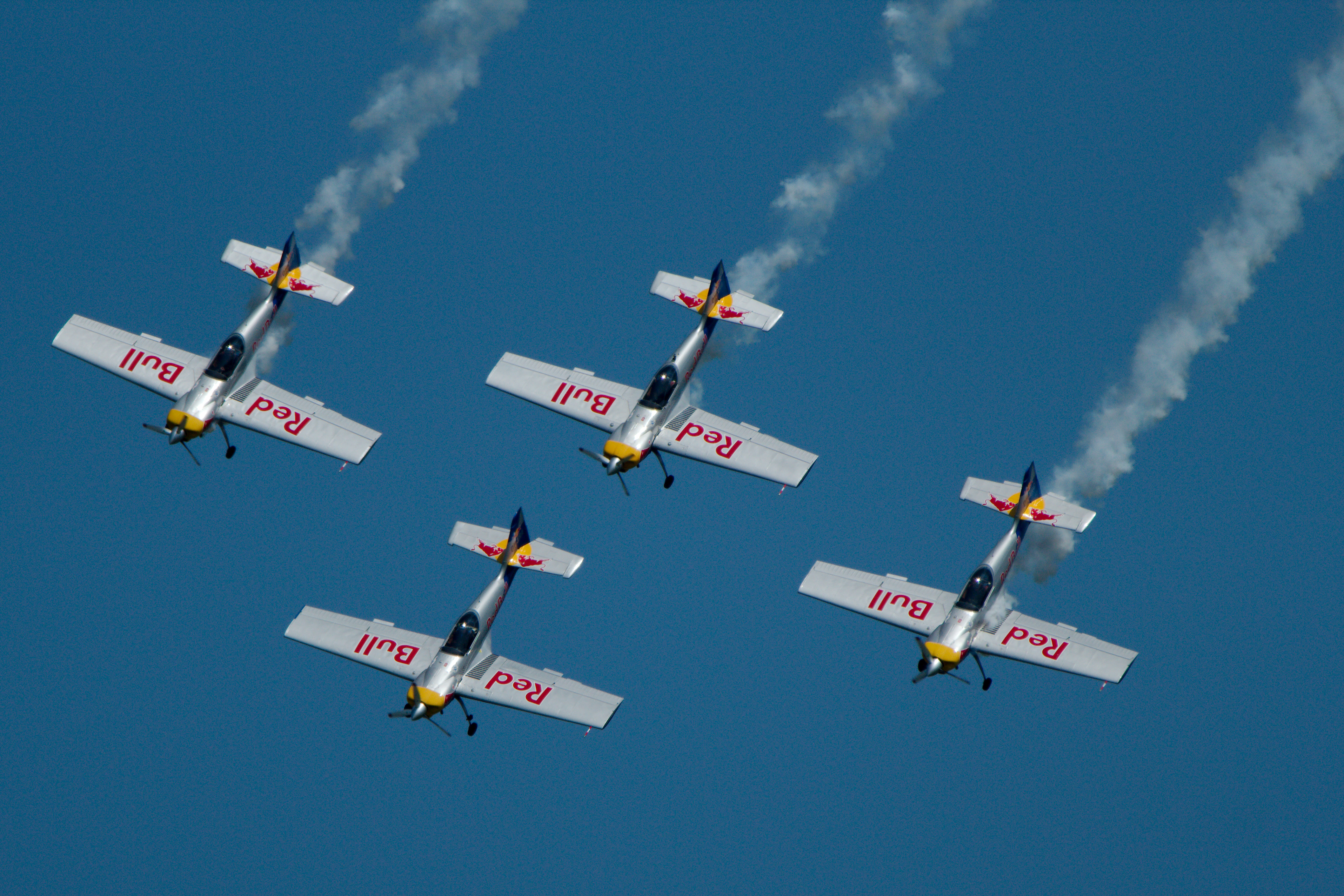
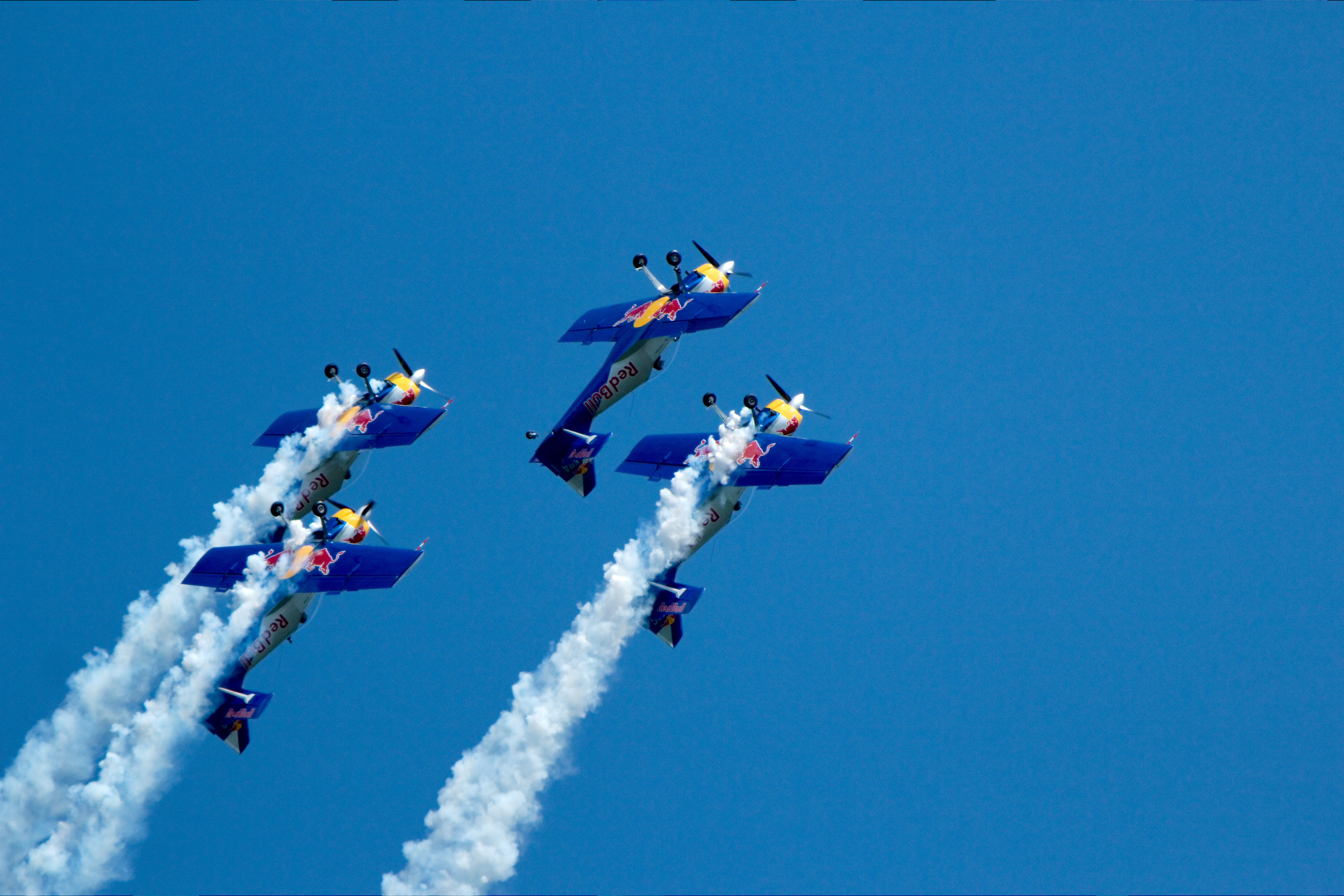
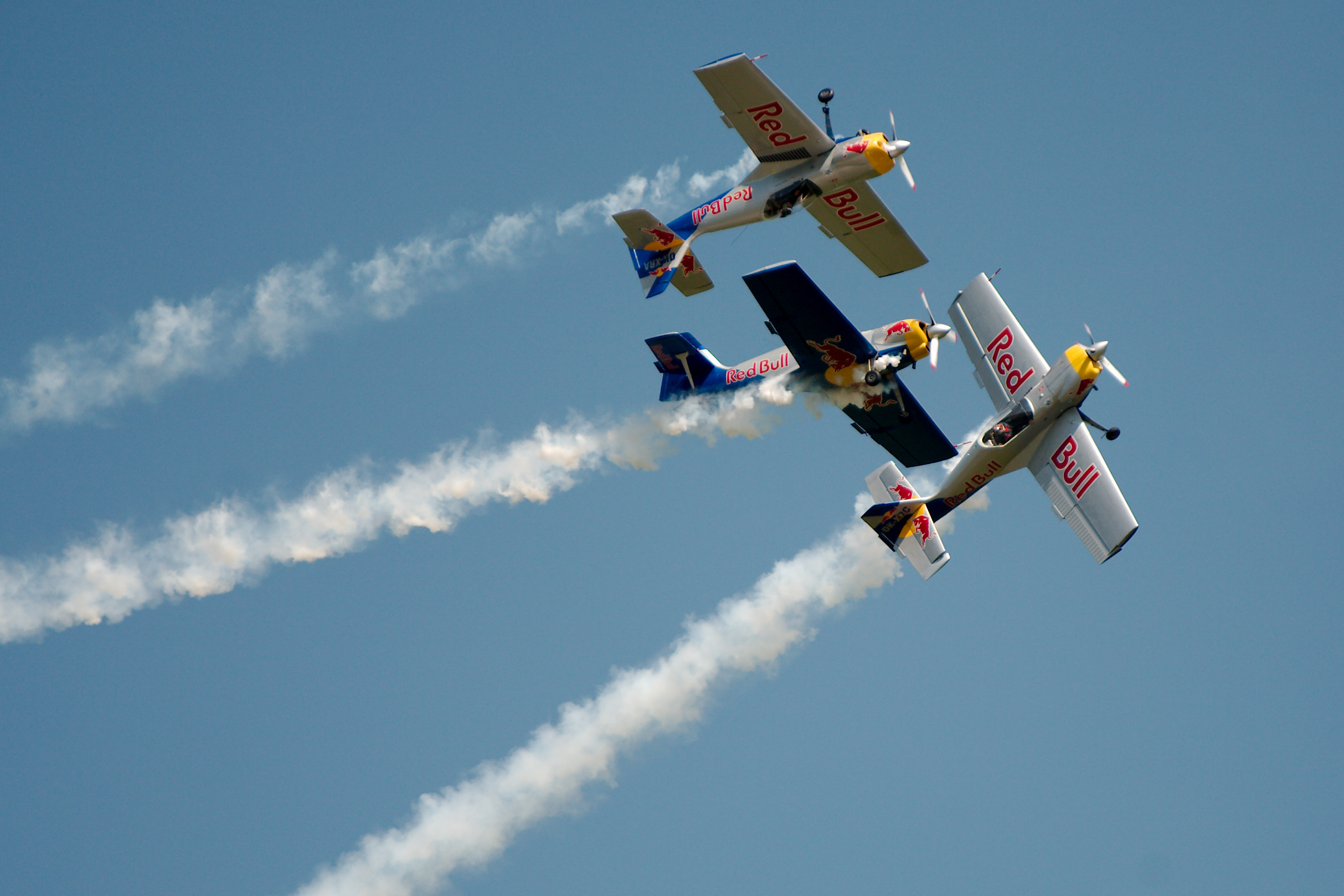
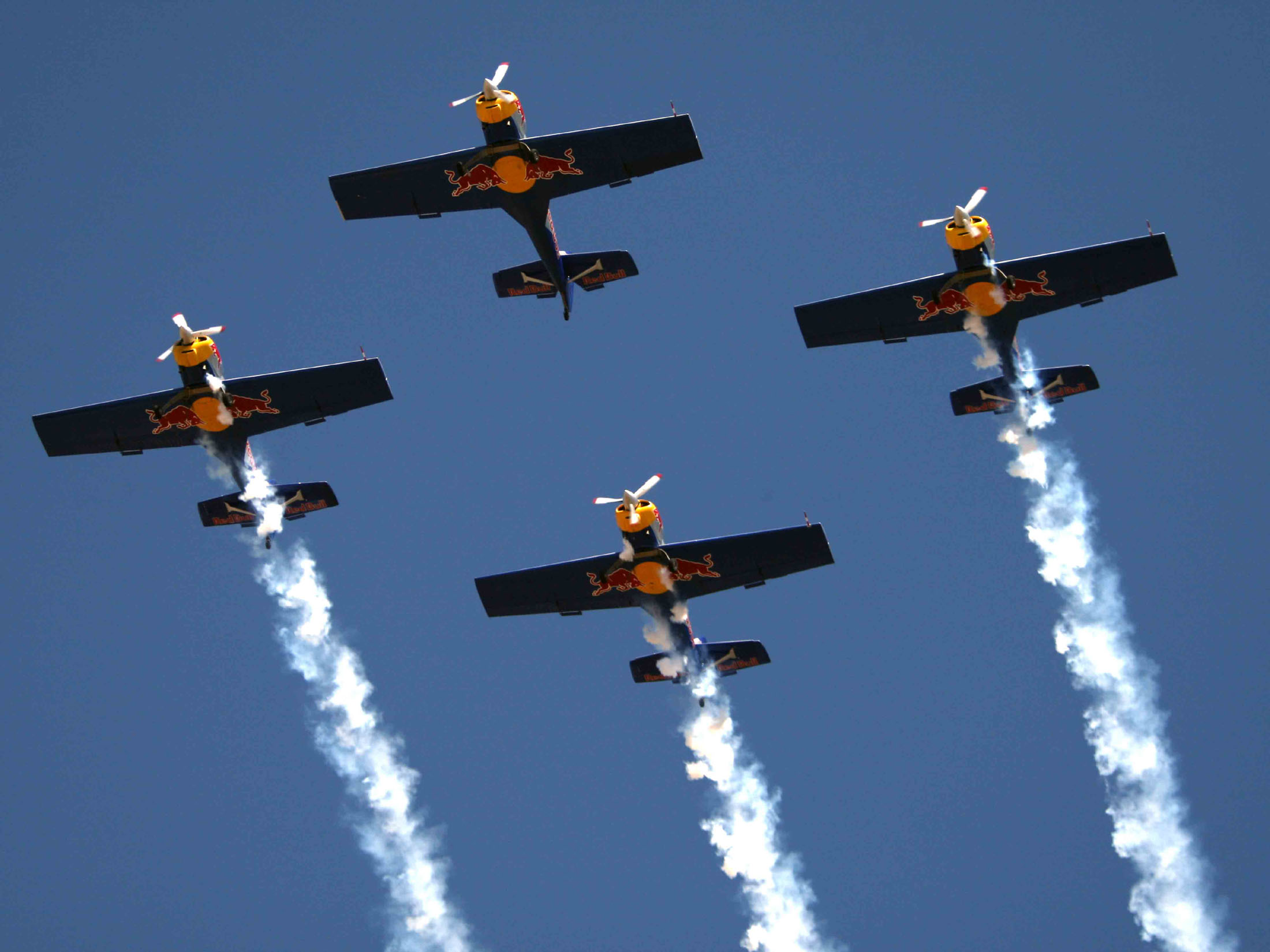
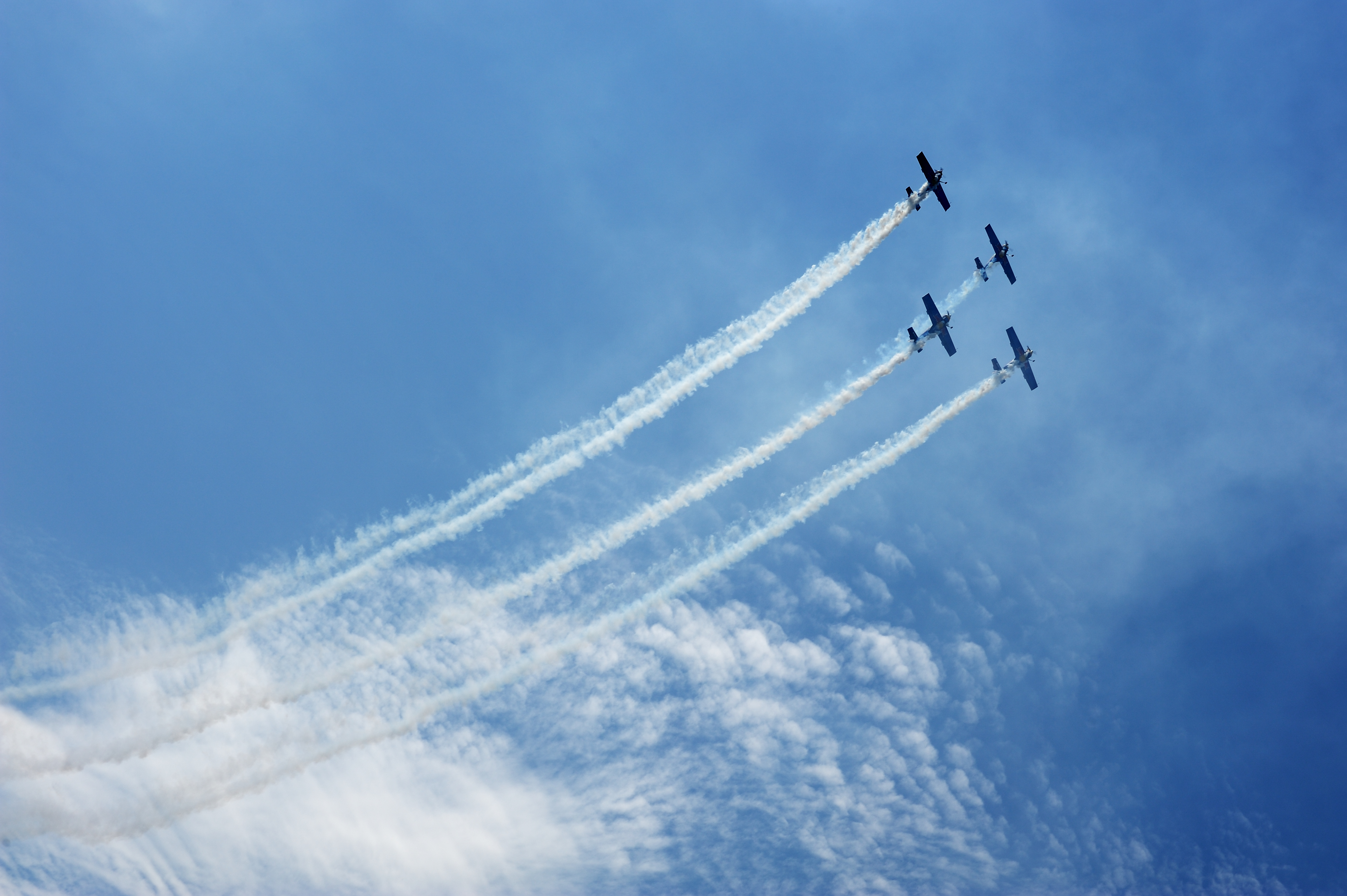

## Quelques modèles d'avions de la patrouille
- Zlín Z 526 (en)
- Zlín Z-50
- XtremeAir XA41
- XtremeAir XA42